# Bruno Vicari
Bruno Longano Vicari (São Paulo, 27 de fevereiro de 1983) é um apresentador esportivo brasileiro.
Atualmente, é apresentador no canal fechado ESPN Brasil. Também apresenta, no YouTube e podcast da ESPN, o programa "Giro do Vicari".
Bruno é triatleta amador e apaixonado por ciclismo. Participou duas vezes, em 2009 e 2012, da prova IronMan.

## Biografia
É formado em jornalismo pela Universidade Presbiteriana Mackenzie.
Trabalhou na equipe esportiva da radio Rádio Jovem Pan por 11 anos, até 2014, onde começou como plantonista.
O jornalista ainda colaborou para a revista Vo2max, sobre ciclismo. Na internet, editou a partir de 2008 o blog "Pedaladas", hospedado no portal JP Online, onde escrevia sobre ciclismo, triatlo, atletismo, futebol e esportes em geral.
De 2011 a 2019, trabalhou no SBT, onde participou como colunista esportivo do “SBT Brasil” e do “Jornal do SBT”. Lá, participou da cobertura das Copa do Mundo de 2014 e 2018 e das Olímpiadas de 2016.
Desde 2014, é apresentador dos canais ESPN. Já apresentou o Bate Bola e atualmente apresenta a edição matinal do SportsCenter, o principal programa informativo do canal. Também já apresentou a premiação Bola de Prata.

## Prêmios
| Ano  | Prêmio                                                                     | Categoria                      | Resultado | Ref.   |
| ---- | -------------------------------------------------------------------------- | ------------------------------ | --------- | ------ |
| 2016 | Troféu ACEESP (Associação dos Cronistas Esportivos do Estado de São Paulo) | Apresentador TV por assinatura | Indicado  | [ 12 ] |

## Vida pessoal
É casado com a jornalista Simone Manocchio, editora do blog "Endorfina", e tem duas filhas: Stella e Vitória. 